# Estrecho de Yugor
El estrecho de Yugor o estrecho Yugorsky (en ruso: Югорский Шар, Yugorsky Shar' es un estrecho localizado en la costa ártica de Siberia, que conecta el mar de Pechora, al este, y el mar de Kara, al oeste (la zona próxima a la bahía de Bajdaratskaya. Su anchura máxima es de 10 km y su anchura mínima de solo 3 km. 
Este estrecho separa la isla Vaigach de la península de Yugor, en la Nenetsia continental. Administrativamente, pertenece al distrito autónomo de Nenetsia, dependiente del óblast de Arcángel.

## Historia
Las primeras noticias de algún viaje realizado a través del estrecho de Yugor, tradicionalmente conocido como «Puerta de Hierro» del Ártico, para internarse en el mar de Kara, son las del explorador ruso Uleb, que en 1032 había zarpado desde Nizhny Novgorod. 
Los pomoros rusos, el pueblo habitante de las costas del mar Blanco, famosos navegantes que incluso compitieron con los vikingos, exploraron este estrecho y la costa de Nueva Zembla desde el siglo XI. La primera línea de navegación del Ártico, la Gran Ruta Mangazea —que partía desde el mar Blanco y llegaba hasta el golfo del Obi y el golfo de Yeniséi— comenzó a funcionar a finales del siglo XVI. Esta línea abrió el camino a las riquezas de Siberia y funcionó hasta 1619, cuando fue cerrada por razones militares y políticas, por miedo a la posible penetración de los europeos en Siberia.
El estrecho de Yugor fue una importante vía fluvial en el comienzo de la exploración de la Ruta del Mar del Norte, uno de los dos estrechos, junto con el estrecho de Kara, que abrían el camino del mar de Kara.
También fue una ruta muy usada por los convoyes marítimos de la Unión Soviética durante la II Guerra Mundial. 